# Distretto di Jungnang
Jungnang (Hangŭl: 중랑구; Hanja: 中浪區) è un distretto di Seul. Ha una superficie di 18,5 km² e una popolazione di 403.105 abitanti al 2010.